# Danijel Popović (nogometaš)
Danijel Popović (Vukovar, 6. ožujka 1982. – Borovo, 23. listopada 2002.), bio je hrvatski nogometaš. Tragično je stradao u prometnoj nesreći. Nastupao je za hrvatsku nogometnu reprezentaciju do 20 godina i hrvatsku nogometnu reprezentaciju do 21 godine.

## Obitelj
Danijel je rođen kao najstarije od šestoro djece u srpskoj obitelji iz Dalja. Rođen je u Vukovaru 6. ožujka 1982. godine. Otac mu je podrijetlom iz okolice Banje Luke. Majka mu je umrla 2001., a otac 2008. godine. Njegov rođeni brat je Nebojša Popović, koji se također bavi nogometom. Pokraj njega, Danijel ima još dva brata i dvije sestre.  

## Igračka karijera

### Mlađi uzrast
Juniorsku karijeru počeo je u NK Dunav, jednom od dva nogometna kluba iz Dalja, gdje je njegova obitelj živjela. Odigrao je i nekoliko u utakmica za NK Radnički Dalj. S 15 godina zaigrao je za prvu momčad Dunava, kada je na 30 utakmica u 1. ŽNL postigao 8 pogodaka. Sljedeće godine (1998.), trener juniora HNK Vukovar '91 Ivica Radoš doveo ga je u juniorski tim Vukovara '91. To je bio šok za pripadnike srpske nacionalne manjine u Vukovaru jer je on time postao prvi Srbin koji je zaigrao u do tada čisto hrvatskom klubu. Zbog toga je dobio i nadimak Tuđman.

### Seniorski klubovi
Nakon tri godine igranja za juniore Vukovara '91 postaje prvotimac. Kada je Ivica Radoš postao trener prve momčadi u proljećnom dijelu sezone 2000./01. 2. HNL Danijela promovira u seniorsku selekciju, gdje je on u 14 utakmica postigao 11 pogodaka. U jesenjem dijelu iduće sezone (2001./02.) postiže 22 pogotka u 15 utakmica i iako nije igrao drugu polovicu sezone, postao je najbolji strijelac lige i najzaslužniji je što je na kraju regularnog dijela natjecanja klub osvojio prvo mjesto. Također, on je postigao oba pogotka za Vukovar '91 u porazu od 4:2 u utakmici šesnaestine završnice Hrvatskog nogometnog kupa protiv HNK Rijeke, 19. rujna 2001. godine.
U siječnju 2002. godine, Danijel Popović odlazi na šestomjesečnu posudbu u francuski klub Bastiju. U Bastiji je bio od 10. siječnja do 30. lipnja 2002. godine i nije se uspio nametnuti, te je upisao samo jedan nastup za klub kada je ušao s klupe u 4 minuti u utakmici CS Sedan - SC Bastia (0:2), 4. svibnja 2002. godine.
Nakon povratka iz Bastije, u ljeto 2002. godine, potpisuje ugovor za prvoligaša NK Osijeka, gdje je debitirao 27. srpnja iste godine. U 10 prvoligaških nastupa za NK Osijek postigao je 4 pogotka.

### Reprezentacija
Za hrvatsku reprezentaciju do 20 godina 2001. godine odigrao je 4 utakmice, postigavši isto toliko pogodaka. Sljedeće godine igrao je za reprezentaciju do 21 godine, gdje je na dvije utakmice postigao dva pogotka. Za nju je debitirao 7. svibnja 2002. godine u prijateljskoj utakmici protiv Mađarske, gdje je postigao drugi pogodak u pobjedi od 2:0. U prvom kolu kvalifikacija za Europsko nogometno prvenstvo do 21 godine, koje se imalo održati u Njemačkoj 2004. godine, protiv Estonije, 6. rujna 2002. godine, postiže drugi pogodak u pobjedi Hrvatske od 3:1.

## Smrt
Posljednji nastup za NK Osijek imao je 19. listopada 2002. godine kada je u utakmici protiv Cibalije postigao pobjednički pogodak. Četiri dana nakon te utakmice, u srijedu 23. listopada vozeći iz Vukovara prema obiteljskoj kući u Dalju, zbog vožnje neprilagođenom brzinom i bez položenog vozačkog ispita, u centru Borova sletio je s ceste i udario u rasvjetni stup koji je pao na auto na licu mjesta usmrtivši Danijela. Pokopan je 26. listopada 2002. godine na mjesnom groblju u Dalju.

## Priznanja

### Individualna
- Najbolji strijelac 2. HNL u sezoni 2001./02. s postignitih 22 pogotka u 15 utakmica.[1]
- Najbolji igrač 2. HNL u sezoni 2001./02.[1]

## Spomen
- Od 2003. godine, u organizaciji HNK Vukovar '91, odnosno HNK Vukovar 1991 (škole nogometa "Mali Vukovarac") i grada Vukovara, na gradskom stadionu u Vukovaru održava se Memorijalni turnir limača "Danijel Popović", u znak sjećanja na njega.[13][14][15][16] Na turniru sudjeluju limači (djeca do 11 godina).
- Od 2017. godine njemu u spomen u Dalju održava se turnir u malome nogometu Memorijalni turnir "Danijel Popović".
- 2018. godine u Borovu mu je na mjestu pogibije postavljena spomen-ploča.[1]

## Vanjske poveznice
- Danijel Popović, Hrvatski nogometni savez
- Danijel Popović, Hrnogomet
- Danijel Popović, FootballDatabase.eu (engl.)